# Joseph-Berlioz Randriamihaja
Joseph-Berlioz Randriamihaja (* 30. November 1975) ist ein ehemaliger madagassischer Hürdenläufer, der über die 110 Meter antrat. Er feierte seine größten Erfolge bei multinationalen Wettkämpfen in Afrika und konnte je eine Goldmedaille bei den Afrikaspielen sowie bei den Leichtathletik-Afrikameisterschaften gewinnen.
Der Athlet vertrat sein Land bei den Olympischen Sommerspielen 2000 in Sydney, 2004 in Athen und 2008 in Peking und erreichte bei den ersten beiden die zweite Runde. Auch bei Leichtathletik-Weltmeisterschaften trat Randriamihaja regelmäßig an. Bei allen Teilnahmen – 2001 in Edmonton, 2003 in Paris, 2005 in Helsinki, 2007 in Osaka und 2009 in Berlin – schied er allerdings bereits im Vorlauf aus. In früheren Jahren war er auch im Zehnkampf aktiv und hielt in dieser Disziplin den Landesrekord.
Randriamihaja war während der Eröffnungsfeier der Olympischen Sommerspiele 2000 und während der Schlussfeier der Olympischen Sommerspiele 2004 Fahnenträger der madagassischen Mannschaft. 

## Persönliche Bestleistungen
Freiluft
| Disziplin        | Ort          | Zeit / Punkte | Datum             |
| ---------------- | ------------ | ------------- | ----------------- |
| 110 Meter Hürden | Athen        | 13,46 s 1     | 24. August 2004   |
| Zehnkampf        | Antananarivo | 6502 Punkte   | 3. September 1997 |

Halle
| Disziplin       | Ort               | Zeit     | Datum           |
| --------------- | ----------------- | -------- | --------------- |
| 60 Meter Hürden | Kirchberg-Plateau | 7,82 s 1 | 29. Januar 2005 |